# Lo Mur de Barrés
Lo Mur de Barrés (en francès Mur-de-Barrez) és un municipi francès situat al departament de l'Avairon i a la regió d'Occitània. Es troba a la regió del Carladès.

## Demografia
| 1962                                       | 1968  | 1975  | 1982  | 1990  | 1999 | 2006 |
| ------------------------------------------ | ----- | ----- | ----- | ----- | ---- | ---- |
| 1.277                                      | 1.280 | 1.305 | 1.235 | 1.109 | 880  | 822  |
| Des de 1962: població sense dobles comptes |       |       |       |       |      |      |

## Administració
| Període   | Identitat          | Partit |
| --------- | ------------------ | ------ |
| 1935-1971 | Adrien Viguier     |        |
| 1971-1976 | Roger Boisset      |        |
| 1976-1995 | Jean-Loup Chevenet |        |
| 1995-     | Joseph Chayrigues  |        |